# إنريكي سيرانو
إنريكي سيرانو (بالإسبانية: Enrique Serrano) هو ممثل إسباني وأرجنتيني، ولد في 1891 ببوينس آيرس في الأرجنتين، وتوفي في 1965 في إسبانيا بسبب سرطان.

## وصلات خارجية
- إنريكي سيرانو على موقع IMDb (الإنجليزية)
- إنريكي سيرانو على موقع قاعدة بيانات الفيلم (الإنجليزية)